# Molí d'en Biell
El Molí d'en Biell és una obra de Siurana (Alt Empordà) inclosa a l'Inventari del Patrimoni Arquitectònic de Catalunya.

## Descripció
Aquest edifici es troba a llevant del nucli de Baseia. El molí està annexat a la part de llevant del mas. És de planta quadrada i teulat a dos vessants. Consta de planta baixa, pis i golfes, i està construït amb pedruscall. Les cantoneres, les portes i les finestres són de carreus ben treballats. La llinda de la porta d'accés és de considerables dimensions, i al centre hi ha l'escut dels Ballell, que és de forma ovalada, amb el contorn dentat, sobre el qual hi ha una creu. Al centre de l'escut dins un òval hi ha les lletres BA. Sobre l'escut a dreta i esquerra,, hi ha els anagrames de Jesús i Maria. A la part inferior figura el nom Anton Ballel i l'any 1701. El carcabà està format per dos arcs rebaixats.